# Malécite-passamaquoddy
Le malécite-passamaquoddy est une langue algonquienne orientale parlée dans le Maine aux États-Unis et au Nouveau-Brunswick au Canada. Il est parlé par les Malécites et les Passamaquoddy, sous deux formes dialectales peu différenciées : le wolastoqey latuwewakon et le peskotomuhkati latuwewakon.
Selon Statistique Canada, en 2021, le malécite est la langue maternelle de 490 personnes au Canada.

## Phonétique

### Consonnes
|              | Bilabiale | alvéolaire | Palatale/ Post-alv. | Vélaire | Labiovélaire | Glottale |
| ------------ | --------- | ---------- | ------------------- | ------- | ------------ | -------- |
| Occlusive    | p [p]     | t [t]      |                     | k [k]   | kw [kʷ]      |          |
| Fricative    |           | s [s]      |                     |         |              | h [h]    |
| Affriquée    |           |            | c [tʃ]              |         |              |          |
| Nasale       | m [m]     | n [n]      |                     |         |              |          |
| Latérale     |           | l [l]      |                     |         |              |          |
| Semi-voyelle |           |            | y [j]               |         | w [w]        |          |

### Voyelles
|         | Antérieure    | Centrale      | Postérieure   |
| ------- | ------------- | ------------- | ------------- |
| Fermée  | i [i] iː [iː] |               |               |
| Moyenne | e [e] eː [eː] | ǝ [ə]         | o [o] oː [oː] |
| Ouverte |               | a [a] aː [aː] |               |